# Tylototriton ziegleri
Tylototriton ziegleri es una especie de tritón de la familia Salamandridae. Actualmente, se conoce de las provincias de Hà Giang y Cao Bằng en el norte de Vietnam, aunque su área de distribución real probablemente sea más amplia;  hay una fotografía que sugiere que también se encuentra en la provincia de Lào Cai en Vietnam, y su área de distribución probablemente se extienda hasta Yunnan en el sur de China.  Basado en datos genéticos moleculares, Tylototriton ziegleri pertenece al "grupo Tylototriton asperrimus" de tritones. El nombre específico ziegleri honra a Thomas Ziegler, un herpetólogo alemán. 

## Descripción
La única hembra conocida mide 71 mm (2,8 pulgadas) de longitud de hocico a vena (SVL, por sus siglas en inglés: snout–vent length); los machos miden 54-68 mm (2,1-2,7 pulgadas) SVL. La cabeza es más ancha que larga y tiene forma hexagonal. La cabeza tiene crestas óseas dorsolaterales prominentes y una cresta media dorsal prominente pero corta. El hocico es corto y truncado. El cuerpo es moderadamente robusto y presenta crestas vertebrales prominentes y segmentadas, así como hileras de nódulos costales distintivos, que forman verrugas en forma de perilla. La cola está comprimida lateralmente y tiene una punta puntiaguda; la longitud de la cola es aproximadamente la misma que la del SVL. Las manos y los pies están libres de membranas. El dorso es uniformemente negro; el vientre es ligeramente más claro que el dorso. Los nódulos costales, las puntas de los dedos de manos y pies, partes de las plantas y palmas, el extremo anterior del respiradero y la cresta ventral de la cola son típicamente de color naranja brillante, con algunas variaciones individuales en las marcas anaranjadas.

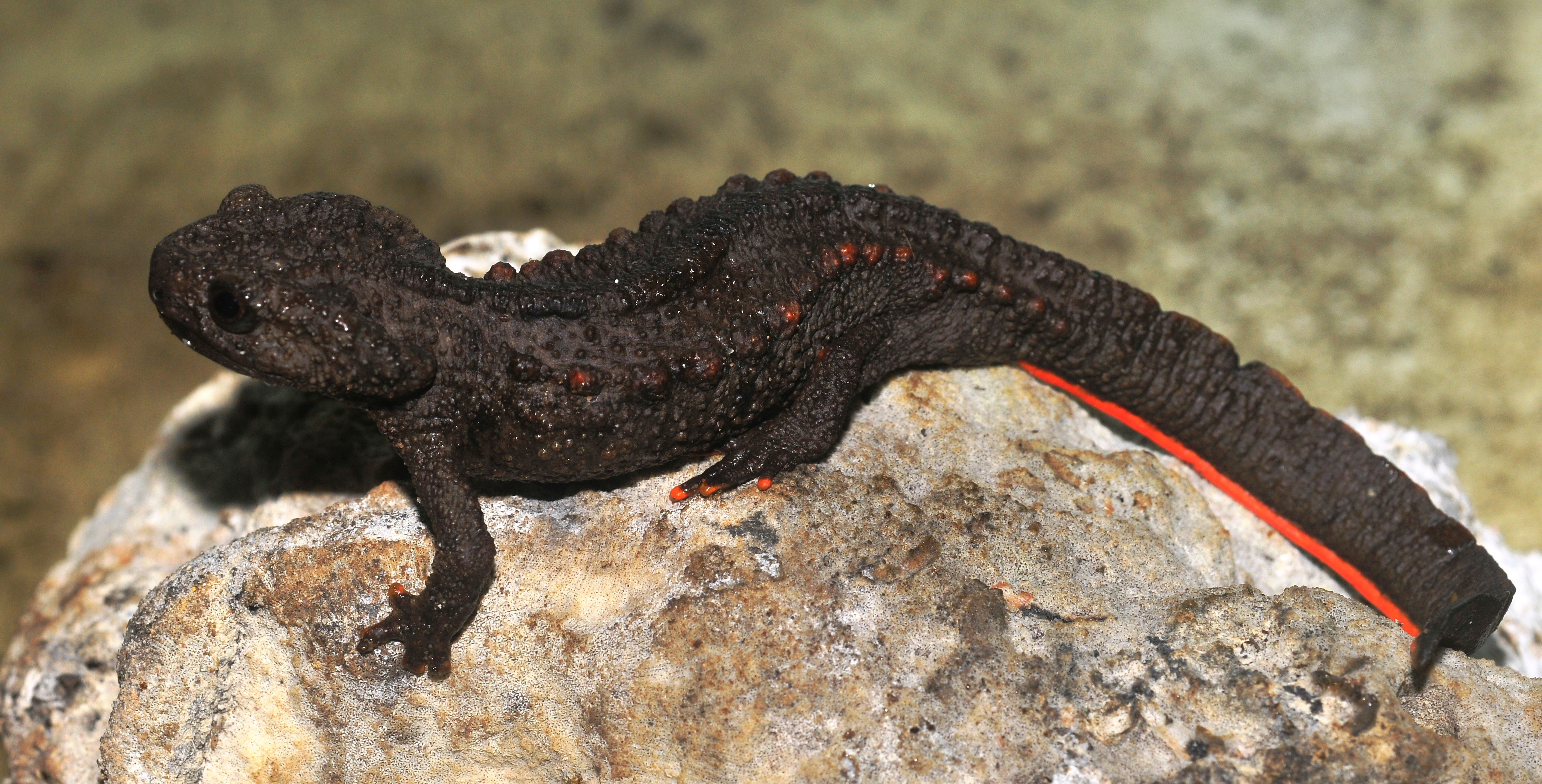
Tylototriton ziegleri macho

## Hábitat y conservación
Tylototriton ziegleri se conocen de bosques subtropicales de hoja perenne dominados por bambú en elevaciones de 885-1,357 metros  sobre el nivel del mar. Los adultos son en gran parte terrestres y se esconden en refugios en el suelo del bosque. Las puestas de huevos se realizan en el suelo cerca de los estanques en abril-mayo. Tras la eclosión, las larvas se arrastran hasta el estanque cuando llueve. Las larvas no pasan el invierno, pero se metamorfosean después de julio.
Tylototriton ziegleri está amenazado por la degradación y pérdida de hábitats adecuados y lugares de reproducción. También podría sufrir la caza para el comercio de mascotas y medicinas tradicionales. Una de las poblaciones conocidas reside en la Reserva Natural Pia Oac. Su área de distribución probable se superpone con algunas otras áreas protegidas.